# Pterostichus lobatus
Pterostichus lobatus är en skalbaggsart som beskrevs av Hermann Hacker. Pterostichus lobatus ingår i släktet Pterostichus och familjen jordlöpare. Inga underarter finns listade i Catalogue of Life.